# Xarol

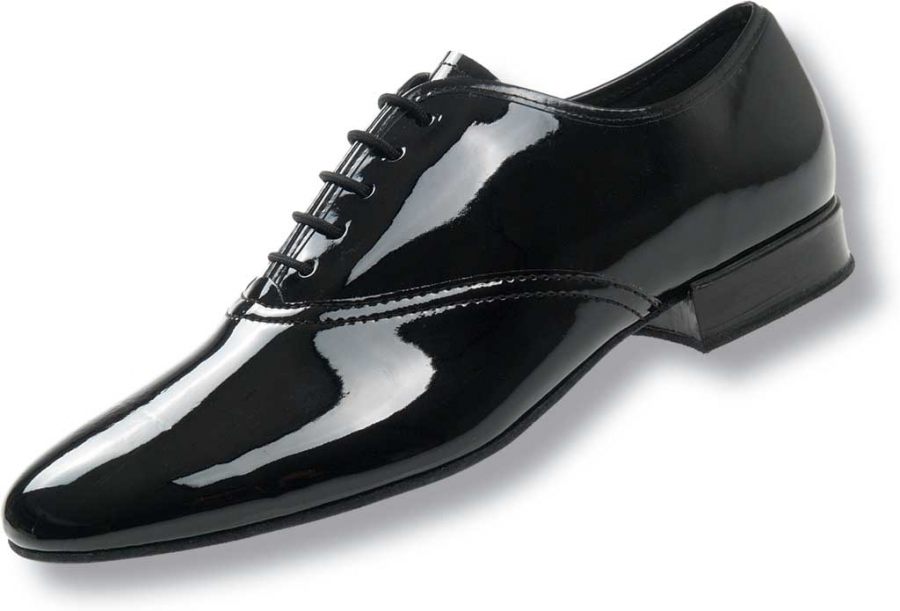
Sabata de xarol negre per a home.

El xarol és un recobriment dur de vernís acolorit sobre cuiro o pell, però també metall, fusta o cartó pedra, per imitar els lacats japonesos o xinesos.
Es prepara escalfant per separat quantitats iguals d'ambre i asfalt a cadascuna de les quals s'afegeix la meitat del seu pes d'oli de llinosa i trementina.
El procés de recobriment va ser introduït el 1818 als Estats Units i millorat per l'inventor Seth Boyden, de Newark (Nova Jersey), amb la fabricació comercial a partir del 20 de setembre de 1819. El procés de Boyden, que no va patentar, va utilitzar un recobriment de laca que es basava en oli de llinosa. El xarol modern sol tenir un recobriment de plàstic.